# Burning (film)
Pour les articles homonymes, voir Burning.
Pour plus de détails, voir Fiche technique et Distribution.
Burning (hangeul : 버닝 ; RR : Beoning ; litt. « Brûlant ») est un film sud-coréen réalisé par Lee Chang-dong, sorti en 2018. Il s'agit de l'adaptation de la nouvelle Les Granges brûlées (納屋を焼く) de Haruki Murakami (1983),, lointainement inspirée de L'Incendiaire (Barn Burning) de William Faulkner (1939).

## Synopsis
Jongsu, un jeune homme emprunté et plutôt introverti, travaille à Séoul comme livreur à mi-temps. Au cours d'une livraison, il croise sans la reconnaître Haemi, une ancienne voisine et camarade de classe, devenue animatrice d'événements commerciaux à Séoul. Elle l'identifie (ils sont originaires du même village, Paju, non loin de Séoul) et à son initiative, ils refont rapidement connaissance. Il a fini ses études, fait son service militaire et veut devenir écrivain ; elle apprend la pantomime et veut devenir actrice. Presque immédiatement après, elle informe Jongsu qu'elle s'apprête à partir en voyage en Afrique noire et lui demande de bien vouloir nourrir son chat en son absence. Ils se revoient et couchent ensemble dans le petit studio où elle vit avec son chat.
Jongsu retourne à la ferme familiale à Paju (tout près de la frontière avec la Corée du Nord), ferme dont il doit s'occuper (il reste notamment un veau), car son père vient d'être emprisonné pour violence sur un policier (sur qui il a lancé une chaise et qu'il  a blessé au bras) et doit passer en jugement. Utilisant la camionnette de son père, il se rend régulièrement dans le studio de Haemi pour nourrir le chat Choffo, sans jamais le voir cependant, et il s'y masturbe à chaque fois, obnubilé par le souvenir de la jeune fille (qui est probablement son premier amour).
Haemi lui téléphone pour qu'il vienne la chercher à l'aéroport. Mais au désappointement de Jongsu, Haemi rentre de son voyage en compagnie de Ben, un Coréen un peu plus âgé qu'elle, mais beau et très à l'aise, qu'elle a rencontré à l'aéroport de Nairobi. Le trio part manger dans un restaurant ; au cours du repas Haemi décrit un coucher de soleil sur le Kalahari qui lui a brisé le cœur et fond en larmes, ajoutant qu'elle souhaiterait pouvoir disparaître ainsi. Jongsu observe et écoute. Ben semble surpris par les larmes de la jeune fille, indiquant qu'il n'a plus jamais pleuré depuis sa petite enfance. Pendant le repas, Ben a passé un coup de fil et une relation lui a ramené sa Porsche Carrera et l'a garée devant le restaurant. Au sortir de celui-ci, Haemi a le choix entre être ramenée chez elle par Jongsu (et la vieille camionnette agricole de son père) ou par Ben et sa luxueuse Porsche. Elle rentre avec Ben et Jongsu, sûrement humilié, ne peut que s'incliner : il est pauvre, Ben est riche.
Lors d'une seconde soirée passée dans un quartier chic de Séoul avec les amis de Ben, Haemi raconte un autre souvenir de voyage : une danse des Bochimans sur la recherche du sens de la vie, puis elle en fait la démonstration candide devant toute la tablée des amis de Ben, lequel exprime son ennui ou sa gêne en baillant discrètement. Tous vont ensuite danser dans une boîte chic et branchée.
Jongsu est plongé dans son travail quotidien à la ferme, quand Haemi l'appelle à l'improviste pour lui dire que Ben et elle sont en route pour chez lui. Il a à peine le temps de se changer que le couple arrive à bord de la Porsche. Jongsu les reçoit dans la cour de la ferme et les trois jeunes gens y passent une soirée à boire, discuter, grignoter, fumer du cannabis (apporté par Ben) et une atmosphère troublante s'installe assez vite. Après avoir partagé un joint offert par Ben, Haemi danse poitrine nue devant les deux garçons et elle s'endort peu après. Les deux jeunes hommes l'installent à l'intérieur sur un canapé puis retournent discuter dans la cour seul à seul. Jongsu parle de son père colérique et révèle à Ben qu'il aime Haemi. Celui-ci se contente d'en rire silencieusement, puis révèle à Jongsu qu'il pratique un étrange passe-temps : brûler tous les deux mois environ une de ces serres recouvertes de plastique qui pullulent dans la campagne et la défigurent. Ben précise même que la serre, qu'il projette de faire flamber dans les prochains jours, est vraiment toute proche de chez Jongsu.   

Un peu plus tard, la nuit étant bien tombée, les deux invités surprises repartent en Porsche, Haemi quittant Jongsu sans un salut, après que celui-ci lui a reproché d'avoir, durant la soirée, dansé devant eux poitrine nue « comme font les putains ».
Les jours suivants, Jongsu tente à plusieurs reprises de la joindre sur son portable sans y parvenir : elle est toujours sur répondeur, sauf une fois où Jongsu semble distinguer des bruits de course et de lutte, sans qu'aucune parole ne soit prononcée. Parallèlement, Jongsu, obsédé par l'annonce faite par Ben d'incendier très prochainement une serre toute proche de sa ferme, sillonne le voisinage jour après jour, en camionnette ou en courant, sans jamais trouver une seule serre récemment détruite par le feu.
Mais le silence de Haemi se prolonge et Jongsu se met à sa recherche. Il passe successivement à son studio (dont le code d'entrée a été changé, si bien qu'il ne peut y pénétrer), s'inquiète de sa disparition auprès de la gardienne de l'immeuble (qui, finalement, lui ouvre le studio, qu'il retrouve « débarrassé » du chat et rangé de façon complètement impersonnelle, comme si on avait voulu y effacer la présence de la jeune femme), puis questionne ses collègues de travail (ou la « chef-animatrice »). Il interroge également le professeur dispensant les cours de pantomime que Haemi prenait régulièrement et enfin la proche famille de celle-ci (sa mère et sa sœur qui tiennent ensemble un petit restaurant, probablement à Paju). 
Il ressort de cette enquête que personne n'a de nouvelles récentes de Haemi et qu'elle semblait endettée et très seule.
Jongsu se tourne alors vers Ben pour savoir ce qu'elle est devenue. Celui-ci lui présente sa nouvelle petite amie et affirme ne pas avoir de nouvelles de Haemi qui se serait, dit-il avec désinvolture, « évaporée » (comme de la fumée). De plus en plus soupçonneux, Jongsu entreprend de filer Ben dans ses déplacements en voiture… sans rien trouver de significatif. Mais comme il insiste dans sa filature, Ben finit un soir par le surprendre, alors qu'il stationne dans sa camionnette en bas de son immeuble et toujours très à l'aise et souriant, il l'invite à monter chez lui où il organise justement pour ses amis un pot qui doit démarrer incessamment, dans une petite demi-heure. 
Dans le grand appartement hyper-design de Ben, Jongsu, se rendant aux toilettes (spacieuses et luxueuses), y découvre une première trace de Haemi : sa montre rose (montre que Jongsu avait gagnée, au tout début de l'histoire, dans une loterie animée par la jeune fille, montre qu'il lui avait spontanément offerte puisque c'était une montre pour femme et qu'elle portait depuis) qu'il trouve dans un tiroir, parmi d'autres bijoux féminins dépareillés. Surtout, lorsque le chat du lieu s'échappe dans le parking, Jongsu parvient à le récupérer en ayant l'idée de l'appeler « Choffo », ce qui convainc le chat de venir à lui, alors qu'un peu avant, Ben le lui avait présenté comme un chat errant qu'il venait juste d'adopter et à qui il n'avait pas encore donné de nom. Ces deux éléments ou indices (la montre, le chat) confirment tous les soupçons de Jongsu à l'endroit de Ben, et une question l'assaille : la serre toute proche de chez Jongsu que Ben devait brûler ou détruire, était-ce une serre ou… une jeune fille, en l'occurrence Haemi ? Ben est-il un incendiaire multi-récidiviste comme il s'en était vanté ce dernier soir passé à trois dans sa ferme ou… un tueur en série ?
Jongsu va se révéler sujet, comme son père, aux explosions de colère. Le lendemain, après avoir donné rendez-vous à Ben dans un endroit isolé, Jongsu le poignarde à mort, le réinstalle tout sanglant dans sa Porsche, vide sur celle-ci le contenu d'un bidon d'essence et le fait flamber avec sa voiture.

## Fiche technique
Sauf indication contraire, les informations mentionnées dans cette section peuvent être confirmées par la base de données cinématographiques IMDb,  présente dans la section « Liens externes ».
- Titre original : 버닝
- Titre international : Burning
- Réalisation : Lee Chang-dong
- Scénario : Lee Chang-dong et Oh Jung-mi, d'après les nouvelles Les Granges brûlées (納屋を焼) de Haruki Murakami[1],[2] et L'Incendiaire (Barn Burning) de William Faulkner
- Musique : Mowg
- Direction artistique : Shin Joom-hee
- Costumes : Lee Choong-yeon
- Photographie : Hong Kyeong-pyo
- Montage : Kim Hyeon et Kim Da-won
- Production : Ok Gwang-hee
- Sociétés de production : Pinehouse Film, Now Film et NHK
- Société de distribution : CGV Arthouse
- Pays d'origine :  Corée du Sud
- Langue originale : coréen
- Format : couleur
- Genre : thriller dramatique
- Durée : 148 minutes
- Dates de sortie :
  - France : 16 mai 2018 (Festival de Cannes)[4] ; 29 août 2018 (sortie nationale)
  - Corée du Sud : 17 mai 2018[5]
  - Belgique, Suisse romande : 29 août 2018

## Distribution
- Yoo Ah-in : Jong-soo
- Steven Yeun : Ben
- Jeon Jong-seo : Hae-mi
- Lee Joong-ok
- Ok Ja-Yeon

## Production

### Genèse et développement
Le projet sur l'adaptation des nouvelles de Haruki Murakami commence en novembre 2016. Il est retardé par suite d'un conflit entre l'écrivain et la production NHK qui détient les droits d'auteur,,.
L'histoire est adaptée de la nouvelle Les Granges brûlées (納屋を焼), que l'on retrouve dans le recueil L'éléphant s'évapore (象の消滅) de Haruki Murakami — édité deux fois en France, aux Éditions du Seuil en 1998 et aux Éditions Belfond en 2008. Au Festival international du film de Busan en octobre 2016, le réalisateur Lee Chang-dong précise que « c'est une histoire de jeunes gens de nos jours. Quand ils pensent à leur vie et au monde, cela doit faire un mystère »,. En septembre 2017, la production révèle qu'elle n'a fait qu'apporter le motif original.

### Attribution des rôles
Kang Dong-won et Yoo Ah-in seraient, dès 2016, pressentis pour participer au film, sauf que les médias n'en sont pas avertis.
Le 5 septembre 2017, Yoo Ah-in est engagé pour interpréter le rôle de Jong-soo, un jeune homme cherchant à résoudre le mystère de la disparition de la jeune femme qu'il aime,. Trois jours après, Jeon Jong-seo est pressentie pour le rôle de Hae-mi, la jeune femme dont Jong-soo tombe amoureux ; sa participation au film est confirmée par la presse le 14 septembre,,. Le 20 du même mois, on apprend que Steven Yeun fait également partie du casting du film et qu'il y tient le rôle du mystérieux Ben.

### Tournage
Lee Chang-dong et l'équipe du tournage débutent leurs prises de vues le 11 septembre 2017, et les achèvent le 30 janvier 2018 à Paju dans la province du Gyeonggi.

## Accueil

### Festival et sorties
Premier film réalisé par Lee Chang-dong en huit ans, Burning est sélectionné en compétition officielle au Festival de Cannes qui a lieu en mai 2018,. Il s'impose comme l'un des grands favoris de la critique,, mais n'est pas au palmarès dont on blâme l'oubli. Il remporte néanmoins le prix FIPRESCI.
En Corée du Sud, il sort le 17 mai 2018 en avant-première dans les salles et le 29 août 2018 en France, Belgique et Suisse romande.

### Critiques
Serge Kaganski des Inrockuptibles souligne que c’est « admirablement mené, photographié, mis en musique, laissant toujours planer une part d'incertitude, Burning nous hante longtemps après la projection ». Yannick Vely du Paris Match prévient que « le film dure 2h30 mais il a le même effet d'un grand roman : on ne peut s'empêcher d'en tourner vite les pages pour arriver au dénouement final ».
Le film est classé n°4 du Top 10 2018 des Cahiers du cinéma.

### Box-office
Au premier jour de sa sortie nationale en Corée du Sud, Burning se place au second rang du box-office sud-coréen avec 52 324 spectateurs au total. Le film totalise 528 435 entrées en Corée du Sud et 188 906 entrées en France.

## Distinctions

### Récompenses
- Festival de Cannes 2018 - « Sélection officielle en compétition » :
  - Prix FIPRESCI
  - Prix Vulcain de l'artiste technicien